# Чжоу Сяочжоу
Чжо́у Сяочжо́у (кит. трад. 周小舟, пиньинь Zhōu Xiǎozhōu, 11 ноября 1912 — 26 декабря 1966) — первый секретарь коммунистической партии провинции Хунань.

## Биография
Чжоу Сяочжоу родился 11 ноября 1912 года в  уезде Сянтань, провинции Хунань. В 1925 году обучался в школе, участвовал в патриотическом движении студентов. В мае 1927 года присоединился к китайской коммунистической молодежи. Осенью того же года поступил в Хунаньский университет, который закончил в 1929 году. Осенью 1931 года был принят в Пекинский педагогический университет, активно участвовал в антияпонской деятельности. В 1934 году участвует в организации комитета вооруженной самообороны китайской нации «Один, два, девять» (кит. 一二九, И Эр Цзю), является одним из основных его лидеров. После основания Китайской Народной Республики, он служил в качестве секретаря партии в провинции Хунань.
Вместе с Пэн Дэхуаем, Чжан Вэньтянем и Хуан Кэчэном Чжоу Сяочжоу выступил с критикой «большого скачка». Так, он был осужден во время Культурной революции. 26 декабря 1966 года покончил жизнь самоубийством, приняв большую дозу снотворного. Считается, что это было связано с тем, что день рождения Мао Цзэдуна также приходится на 26 декабря. 15 февраля 1979 года полностью реабилитирован ЦК КПК.